# История Минусинска
История Минусинска — прошлое одного из старинных городов Южной Сибири, расположенного в центре обширной лесостепной Минусинской котловины, со всех сторон окруженной горными хребтами.

## История

### XVIII век
Минусинская котловина начала осваиваться русскими в первой половине 18 века:
первое проникновение русских людей на эти земли относится к 1707 году, когда по указу Петра I в тот год на правом берегу Енисея «за камнем Туран» (в 60 км севернее современного города Абакан) казаками был построен Абаканский острог. В 1709 году уже южнее у гор Саянских строится Саянский острог (или пост), впоследствии Верхне-Кужебарский военный городок.
Первое документальное свидетельство о Минусинске оставил бергмейстер (горный мастер) императорской Берг-коллегии Никифор Клеопин. В 1741 г. он составил рапорт о результатах обследования медных рудников на Енисее, в котором сообщал о сельском поселении на р. Минуса, где жили семьями бывшие рабочие Лугазского (Луказского, Лугавского) медеплавильного завода.
Историк Г. Ф. Быконя считает, что деревня Минусинская возникла раньше — в 1739—1740 гг. с открытием Лугазского (Лугавского) медеплавильного и Ирбинского железоделательного заводов.
В 1744 г. медеплавильный завод прекратил своё существование и больше не возрождался, а приписная деревня Минусинская стала обычным крестьянским поселением. Все земли, находившиеся на северной стороне Саян, отошли к России, на южной — к Китайской империи. Имеются сведения и о русских населенных пунктах, возникших в том крае, в том числе Шуперы (1745 г.), Шушь (1747 г.), Чеблахты (1785 г.) и др.
Минусинск был основан в 1739 году при впадении речки Минуса в судоходную протоку Енисея, как село Миньюсинское (позже — Минусинское). В селе жили работники Луказского медеплавильного (район села Знаменка) и Ирбинского железоделательного заводов (вблизи посёлка Большая Ирба, ныне Курагинского района). После закрытия Луказского завода в 1746 году Минусинское поселение приходит в упадок. Но именно в эти годы возникают другие малые селения — Лугавское, Койское, Потрошилово, Городок, Каменка, Шушь (1744).
Село Минусинское возрождается в 1775 — 1776 году, когда начинается массовое переселение крестьян из северных районов Сибири. Возрождаются и другие селения в округе — села Абаканское (нынешний Краснотуранск), Курагино. Основываются села Усть-Абаканское (1780-е годы, ныне — город Абакан), Бея (1789), Новосёлово (1789).
До конца XVIII столетия Сибирь претерпела ряд административно-территориальных изменений. Например, в 1782 году данная территория вошла в состав Томского уезда Томской области, затем в 1797 году на несколько лет Томская и Тобольская области были объединены в Тобольскую губернию, — в том числе в которую причислили и Абаканский острог Кузнецкого уезда.
В 1795 году население Минусинского села составляет 438 жителей, проживающих в 64-х дворах, в том числе 218 душ мужского пола и 220 душ — женского (Всего же на территории Минусинского края площадью 150 тысяч км² проживало тогда около 15 тысяч учтённого населения).

### XIX век
В 1801—1803 годах на средства жителей на главной площади был выстроен Спасский собор, сохранившийся до наших дней и являющийся украшением города.
С 1804 и до 1822 года волостное село Минусинское и территории юга Енисейской Сибири административно входят в состав Томской губернии. В том числе в 1804 году Абаканская и Минусинская территории были причислены к Кузнецкому уезду Томской губернии.
По предложению генерал-губернатора Сибири М. М. Сперанского, проводившего ревизию сибирских владений, в 1822 году император Александр I подписал указ об образовании Енисейской губернии (с центром в Красноярске) в составе пяти округов: Красноярского, Енисейского (с Туруханским краем), Ачинского, Минусинского и Канского. В результате чего Минусинск получил статус города и окружного центра. Минусинский округ объединял волости: Минусинскую, Абаканскую, Новосёловскую, Курагинскую и Шушенскую. В 1823 году в городе проживало 787 человек, из них 156 ссыльных. В 1820-е годы ссыльные составляют вторую по численности группу жителей Минусинска.
В 1823 году в Минусинске построено деревянное здание пересыльной тюрьмы для осужденных на ссылку.
По административному делению Сибири в 1827 году была образована отдельная Абаканская волость, которая вошла в состав вновь созданного Минусинского уезда (округа).
В том же 1827 году, после восстания декабристов, по Высочайшему повелению императора Николая I в Енисейской губернии было приказано расселить 5955 ссыльных, часть которых прибыла в Минусинский округ.
Исполняя указ царя, енисейский губернатор Степанов А. П., распорядился дополнительно построить 22 новых селения. Такие поселения строились по единому военно-казарменному плану. Их объединяли четкая планировка улиц, прямоугольная площадь в центре для будущей церкви, расположение на берегу рек. Дома для поселенцев состояли из 2-х срубов, разделенных сенями, и предназначались для 4 человек. В 1829 году было заложено казённое поселение Ермаковское.
Первые поселенцы были из Пермской, Вологодской, Самарской, а позднее из Тамбовской, Орловской и других губерний. Переселенцев привлекало наличие свободных угодий, богатство леса, близость рек, а также золотодобыча. Крестьяне сеяли рожь, яровую пшеницу, овес, ячмень, просо, сажали картофель и другие огородные культуры.
Декабрист С. И. Кривцов в 1829 году пишет матери из Красноярска:
«На днях отправляюсь в Минусинск. Все, которые там бывали с восхищением говорят о том крае, называя оный здешней Италией».
Конец 1820-х годов — ссыльный декабрист С. И. Кривцов учит местных детей грамоте и на собственные деньги выстраивает мост через протоку Енисея. Другой ссыльный декабрист С. Г. Краснокутский, выстроив собственный дом, разводит вишнёвый сад и огород, безвозмездно снабжая минусинцев семенами огородных культур. Декабрист Н. А. Крюков взял на попечение и несколько лет содержал в Минусинске богадельню.
26 февраля 1831 года Правительствующий сенат Российской империи издал указ «Об устройстве почтового управления в Енисейской губернии», в соответствии с которым в Минусинске было открыто почтовое отделение.
Активное развитие город получил в 1830-е — 1840-е годы во время золотой лихорадки. Были открыты золотые россыпи по рекам Кизир, Амыл, Ус, Абакан. «Енисейские ведомости» сообщили о том, что в Шушенской волости на правой стороне реки Енисея в верстах 25-ти от Ермаковского есть один золотой прииск, который начал постепенно разрабатываться. Статистические данные за 20 лет показывают, что в среднем добыча золота составляла от 40 до 60 пудов в год. Газетная судебная хроника того времени пестрит сообщениями о таких фактах из минусинской жизни, — типичных спутниках «золотой лихорадки», — как обманы, подлоги, убийства. Статистические справочники свидетельствуют: до 3 000 — 5 000 рабочих работало ежегодно на приисках Минусинского уезда во 2-й половине XIX века. Городской голова Красноярска купец и меценат П. И. Кузнецов владел Митрофановским золотоносным прииском в Ачинском округе, приисками на реке Кызас и Троицким прииском на ручье Узунжул в Минусинском округе. Вместе с красноярским купцом С. Щеголевым составили компанию по добыче золота. На долю компании в 1840-е годы приходилось более 10 % золота, добытого в Енисейской губернии. Всего за три года: с 1842 года по 1845 год на приисках этой компании было намыто 266 пудов золота на сумму более 3 млн руб.
Минусинские купцы на север сплавляли хлеб и скот, на юг везли промышленные товары (для золотодобытчиков). В городе появляется капитал, который вкладывается в строительство, торговлю, производство, образование, культуру. Основная промышленность: свечные, мыловаренные, салотопенные, мукомольные, винокуренные заводы и фабрики. «Золотая лихорадка» на время оживила город. Росло население — с 1823 по 1851 год оно увеличилось в 2,5 раза (с 800 до 2 тысяч человек), а с 1851 по 1897 год — в пять раз (до 10,2 тысяч человек). С развитием золотопромышленности и заселением Минусинской котловины город стал центром большого и развитого сельскохозяйственного района. Однако промышленного производства в Минусинске практически не существовало.
В 1850-е годы минусинцы обращались в Санкт-Петербург с просьбой вернуть их в крестьянское звание, поскольку, «кроме хлебопашества и скотоводства никакой промышленности совершенно не имеем». Минусинск продолжал развиваться лишь как сельскохозяйственный и торговый центр. В ноябре здесь проходили оживленные ярмарки. Минусинский округ поставлял хлеб, скот и кожи.
Во второй половине 1850-х годов семь из четырнадцати купцов высших гильдий занимались золотодобычей.
| Годы               | 1840 | 1845 | 1850 | 1854 |
| ------------------ | ---- | ---- | ---- | ---- |
| Численность купцов | 31   | 19   | 47   | 119  |

Таблица: численность купцов в Минусинске
В Минусинске начинал свою коммерческую деятельность купец Г. В. Юдин — известный в Сибири библиофил, золотопромышленник и виноторговец.
| Годы             | 1833 | 1840 | 1851 | 1856 |
| ---------------- | ---- | ---- | ---- | ---- |
| Количество лавок | 7    | 7    | 8    | 20   |

Таблица: розничная торговля в Минусинске
В 1856 г. в окружном городе Минусинск Енисейской губернии насчитывалось 1 церковь, 432 дома, 20 лавок.
C 1871 года (и по 1918) Минусинск место дислокации Красноярской казачьей сотни.
5 мая 1875 года в Минусинске состоялись первые выборы в городскую Думу. Первым городским головой был избран купец 1 гильдии Иван Гаврилович Гусев.
В 1879 году купец 1 гильдии Аверьян Косьмич Матонин (один из прототипов семейства купцов Громовых — героев романа В. Я. Шишкова «Угрюм-река») и его братья были записаны в Минусинском купечестве. Купцы Матонины владели домами в Красноярске и Минусинске.
Первый пароход пришёл из Красноярска в Минусинск в 1882 году, а с 1883 году открылось постоянное судоходное движение до Минусинска.
В Минусинске в 1882 году открыта метеорологическая станция. Начавшиеся здесь с 1 октября правильные метеорологические наблюдения поколебали репутацию Минусинского округа как «Сибирской Италии».
В 1887 году в Минусинске появляется телеграф, а в 1888 году первая типография.
В конце XIX века в городе насчитывалось 4 церкви, свыше 1 тысячи жилых домов, действовали больница, 30 небольших заводов. Главными занятиями жителей были земледелие, скотоводство, огородничество, выделка кож, шитьё тулупов и шуб, валяльное (пимокатное) мастерство.
В 1898 году Минусинск стал центром Минусинского уезда (существовал по 1925 год) Енисейской губернии. В 1897 году в нем проживало 10231 человек. В Минусинске продолжали проживать потомки умершего здесь декабриста Н. О. Мозгалевского: жена, дети, внук.
К концу XIX века на территории Минусинского уезда проживало около 183.000 человек (из них 3/4 — русские). Согласно Первой всеобщей переписи населения Российской империи 1897 года в городе проживало 10.231 человек, причём национальный состав его был на 91,9 % русским (Самым однородным из городов Енисейской губернии).
К началу XX века Минусинск — типичный купеческий город. В 1897 году в Минусинске учреждена Введенская ярмарка. В 1899 году Минусинское казначейство зарегистрировало 169 торговых точек. С 1911 года в Минусинске проводится три ярмарки — Сретенская (2-6 февраля), Петровская (28 июня — 3 июля), Никольская (1-5 декабря).

### Первая четверть XX века
В первой половине XX века Минусинск становится сельскохозяйственным центром юга Енисейской Сибири. С начала XX века в городе имеется стационарная пристань. 1900-е гг.: по Енисею плавают колёсный пароход «Минусинец» и винтовой железный пароход «Минусинск».
В начале века в городе имеется военный гарнизон, солдатские казармы. С 1904 года в городе базируется штаб казачьей сотни (с 1914 по 1918 - Красноярского казачьего дивизиона).
В 1906 году в Минусинске выходит первая газета «Телеграф и почта» (до 1917 года в Минусинске выходило несколько газет, в частности, — «Минусинский край»).
Согласно рапортам уездных исправников, полицмейстеров и крестьянских начальников за 1905—1906 годы из всех уездов Енисейской губернии самым революционным был Минусинский уезд. В то время как в других уездах 1906 год прошел спокойно, в Минусинском уезде обстановка в период Первой русской революции оставалась нестабильной: крестьяне не платили подати (ссылаясь на манифест 17 октября 1905 года), росли недоимки по уезду и т. д. Указом императора Николая II от 22 ноября 1906 года Минусинский уезд был объявлен на военном положении сроком на один год — позже этот срок продлевали не один раз.
9 января 1906 года по инициативе учителей И. Попова, А. Денисюка ученики местной гимназии в память о жертвах «кровавого воскресенья» 1905 года отказались заниматься. Они организовали митинг, пели революционные песни, а потом пошли закрывать другие учебные заведения. Образовалась целая манифестация из учеников и учителей. Пройдя по городу, толпа разошлась без особых инцидентов, некоторых учеников забрали родители.
В апреле 1906 года в Минусинске создана социал-демократическая организация (РСДРП), которой руководит ссыльный большевик И. С. Ружейников.
18 июня 1906 года, во время проводов на пристани минусинских депутатов I Государственной Думы крестьянина из села Шушенского С. А. Ермолаева (1870—1948) и приискового врача Н. Ф. Николаевского (1871—1920) (в Думе оба члены Трудовой группы депутатов), был устроен многочисленный митинг, на котором выступали сами депутаты, представители различных партий.
В 1912 году в Минусинске построено кирпичное здание тюрьмы (функционирует по настоящее время). В списке старейших тюрем России Минусинская занимает четвертое место после Чебоксарской, Бутырской и Владимирского Централа.
В 1917 году Минусинский комитет РСДРП издавал газету «Товарищ». Редактором газеты был Д. С. Русин

#### Ачминдор
В 1911 году В. А. Баландина начинает проект строительства железной дороги Ачинск — Минусинск. 29 октября 1912 года правительство утвердило Устав Ачинско-Минусинской железной дороги (Акционерное общество «Ачминдор»). Баландина организовала финансирование строительства дороги — около 35 миллионов рублей. Право на строительство дороги протяжённостью 450 вёрст получил консорциум Петроградских банков. Из-за Первой мировой войны строительство дороги не удалось завершить. 1 января 1916 года открылось движение на участке Ачинск — Ададым протяженностью 50 вёрст.
В начале 1920-х годов АО «Ачминдор» объявило подписку на акции среди жителей Минусинской округи для возобновления постройки Ачинско-Минусинской железной дороги. В ноябре 1925 года было открыто движение поездов от станции Ачинск до станции Абакан. «До Минусинска, находящегося в 15 км, линия пока не доведена из-за высокой стоимости этого короткого участка, требующего постройки мостов через реки Абакан, Енисей, протоку Енисея».

#### Первая мировая война
Во время Первой мировой войны больше всего ратников Енисейской губернии было призвано из Минусинского округа. Больше всего лошадей для армии было поставлено из Минусинского и Канского округов. Лошадей перевозили по Енисею из Минусинска до Красноярска на плотах и баржах, а также перегоняли собственным ходом по Красноярскому тракту.
Осенью 1915 года в Минусинске открылось отделение «Сибирского общества помощи больным и раненным воинам». Общество собирало информацию о раненных и больных сибиряках. На фронт Общество отправляло полевые госпитали, питательные отряды, медикаменты и т. д. К декабрю 1915 года в городе жило 68 беженцев, а в Минусинском округе — 147 человек.
В Минусинске было создано благотворительное общество «Очаг» для помощи сиротам и детям солдат. Для жён солдат были открыты детские приюты-ясли.

#### Революция 1917 года и Гражданская война
К 1917 году на территории Минусинского уезда проживало почти 300 тысяч человек.
15 марта 1917 года был организован первый Совет рабочих и солдатских депутатов и его исполнительное бюро (первый председатель — эсер Агуф, затем большевики Г. Пфафродт (Бруно), Ю. П. Гавен (Дауман, Ян Эрнестович), М. Г. Сафьянов. В это же время организуется Совет крестьянских депутатов.
10 ноября 1917 года Минусинский Совет принял решение об окончательной ликвидации органов государственного управления, подчинявшихся властной вертикали Временного правительства, взятии власти в свои руки. Был установлен контроль Совета над государственными учреждениями (почтой, телеграфом, казначейством). С ноября 1917 в уезде была провозглашена Минусинская коммуна — административно-территориальная единица советской власти. В Минусинске в соответствии с постановлением Объединенного исполкома уездного Совета от 21 и 27 декабря 1917 года появилась Минусинская Красная гвардия.
Январь — март 1918 года — вооруженное антисоветское выступление в Минусинском уезде казачьего дивизиона атамана А. А. Сотникова.
Советская власть функционирует в Минусинске и во всей Сибири до лета 1918 года, когда в результате мятежа чехословацкого корпуса власть переходит в руки Временного Сибирского правительства, а затем к колчаковцам. Белые управляют Минусинском с 24 июня 1918 года.
В ноябре 1918 года Красноярский подпольный комитет РКП(б) командировал группу большевистских работников для организации и руководства партизанским движением в Минусинском уезде. К. И. Матюх и А. И. Ткаченко занимались созданием партизанских отрядов Минусинском уезде, а на территории Хакасии — М. Перевалов и П. И. Шушеначев.
13 сентября 1919 года город был взят партизанскими войсками под командованием А. Д. Кравченко и П. Е. Щетинкина, которые создают Минусинский фронт борьбы с белыми (к ноябрю 1919 года партизанская «крестьянская армия» достигает численности 18 000 человек). Штаб войск Кравченко и Щетинкина расположился в доме Смирнова (ныне улица Штабная, 16). 25 сентября 1919 года проходит первый чрезвычайный съезд крестьянских, рабочих и партизанских депутатов. На съезде избирается Минусинский уездный совет. Колчаковская администрация была ликвидирована. Отряды Кравченко и Щетинкина берут под свой контроль Белоцарск (Кызыл), Курагино, Усть-Абаканское, Черногорск, Таштып, Абазу, Ачинск. В январе 1920 года пробольшевистские вооруженные силы Минусинского уезда присоединяются к наступающим частям Красной Армии.
С осени 1920 года по май 1924 года на территории Минусинского уезда и Хакасии действует антисоветский повстанческий партизанский отряд есаула И. Н. Соловьёва, состоящий в основном из хакасской бедноты.

### Сталинская эпоха: 1920-е — 1953 годы
В декабре 1925 года город становится центром Минусинского округа — административно-территориальной единицы Сибирского края (краевой центр — Новосибирск), существовавшего в 1925—1930 годах. В округ входили 6 районов: Абаканский, Бейский, Ермаковский (Ленинский), Идринский, Каратузский, Курагинкий, Минусинский, Усинский. 30 июля 1930 года Минусинский округ, как и большинство остальных округов СССР, был упразднён. Его районы отошли в прямое подчинение Западно-Сибирскому краю (с центром в Новосибирске). В конце 1934 года из состава Западно-Сибирского края выделились города и районы, образовавшие Красноярский край. С того момента город Минусинск, как центр Минусинского района, окончательно приобрёл нынешний административно-территориальный статус.
С 1933 года Минусинская пристань преобразуется в ремонтно-эксплуатационную базу речного флота, где суда ставились на зимний отстой (пароходы «Спартак», «Тимирязев» и др.), с наличием судоремонтных мастерских.
В 1930-е — 1940-е годы Минусинск — центр политических репрессий на юге Енисейской Сибири, в результате которых пострадали и были казнены тысячи сограждан, прежде всего, крестьян Минусинской округи.
В результате массовых сталинских репрессий в 1930-е — 1940-е годы, миграций, спровоцированных политической обстановкой, жертв, понесённых горожанами в Великую Отечественную войну, 20-тысячное население города поменяло свой состав на 75-90 %.

#### Великая Отечественная война
В годы Великой Отечественной войны более 4 тысяч минусинцев полегли на полях сражений (Среди них Герои Советского Союза артиллерист М. П. Хвастанцев, лейтенант-пехотинец Н. И. Михайлов и др.). Среди доблестных защитников Отечества были минусинцы Герои Советского Союза — лётчики С. И. Кретов, В. Ф. Дураков, танкист М. И. Сотниченко, моряк-балтиец И. Тамбасов, командир стрелковой роты П. И. Колмаков, герой Бельгийского Сопротивления Л. А. Герасимчук, полный кавалер ордена Славы П. Е. Чеботаев.

### Вторая половина XX века
Вместе с тем, находящееся под боком у Минусинска бывшее село Усть-Абаканское постепенно в течение 1940-х — 1960-х годов становится главным транспортным узлом юга Енисейской Сибири (кроме Ачинского направления с 1958 года действуют железнодорожные сообщения Абакан-Новокузнецк, Абакан-Абаза, а с 1965 года — Абакан-Тайшет). Государственная же политика в регионе, превращающая Абакан в основной административный и образовательный центр данных территорий, этому всячески способствует (в Абакане с 1944 года — педагогический институт, с 1959 года — телецентр). В результате, Минусинск — до середины XX века бывший сосредоточием экономической и культурной жизни региона — теряет своё былое значение, превращается в один из семи малых райцентров юга Красноярского края.
В 1950-е и 1960-е годы Минусинск называли «городом шоферов». Значительная часть трудящегося населения была занята в автогрузоперевозках и, прежде всего, — обслуживанием Усинского тракта, связывающего юг Сибири с Тувой.
С июня 1973 года на пустынной территории в 12 км от города началось сооружение заводов Минусинского электротехнического комплекса — промышленного узла из 12 заводов и ТЭЦ общегосударственного значения.
В 1970-е годы, в связи с созданием огромных по водяной площади Красноярского и Саяно-Шушенского водохранилищ в центре Евразийского континента, климат в Минусинской котловине, как и на всем юге края, начинает меняться в сторону уменьшения континентальности и увеличения влажности.

### Постсоветский период
С распадом Советского Союза многое в Минусинске значительно изменилось, промышленность города приходит в упадок, перспективы дальнейшего развития города весьма туманны.
В городе существуют памятники культуры, сохранившиеся до наших дней. В период Советских пятилеток из памятников культуры особое внимание уделялось только могилам революционеров и Ленинским местам, а большинство других объектов культурного наследия либо утрачены либо находятся в плачевном состоянии.

## Политические ссыльные
Минусинск был местом политической ссылки:
- С 1827 по 1861 годы в городе жили декабристы (всего 11): С. Г. Краснокутский, братья А. П. и П. П. Беляевы, С. И. Кривцов, А. А. Крюков, И. В. Киреев и др. А декабристы Н. О. Мозгалевский и Н. А. Крюков умерли в Минусинске и похоронены около церкви Спаса Преображения.
- В 1860 году в Минусинске жил ссыльный революционер М. В. Буташевич-Петрашевский;
- С 1870-х годов — польские революционеры,народники, социал-демократы (большевики и меньшевики);
- С 1894 года по 1903 год в Минусинске в ссылке провёл народоволец, впоследствии — эсер, Н. С. Тютчев;
- С 1897 года по 1900 год В. И. Ульянов-Ленин и Н. К. Крупская неоднократно посещали Минусинск во время пребывания в Шушенском;
- С 1897 года по 1904 год в Минусинске жил этнограф и антрополог Ф. Я. Кон — польский еврей-революционер, в 1920-е годы секретарь Исполкома Коминтерна, редактор газеты «Красная звезда» (Москва);
- В 1902 — 1903 годах в Минусинске жил известный писатель и фельетонист Амфитеатров Александр Валентинович;
- В 1909 — 1911 годах в Минусинск был сослан А. А. Лопухин — бывший директор Департамента полиции. В 1911 году по разрешению губернатора Енисейской губернии Я. Д. Бологовского переехал в Красноярск;
- В 1913 году в Минусинск был сослан этнограф Адрианов А. В.;
- В 1914 году в Минусинск был сослан Гавен Юрий Петрович — латышский революционер-большевик (в Минусинске до августа 1917 года);
- В августе 1914 года в минусинскую ссылку прибывает Е. Д. Стасова (1873—1966) — будущий секретарь и член ЦК РКП(б).
- В 1916 году в Минусинск прибыли ссыльные депутаты IV Государственной Думы большевики Ф. Н. Самойлов и Н. Р. Шагов;
- В 1930—1933 годах во время сталинских репрессий в городе жил в ссылке член-корреспондент Академии наук СССР историк А. И. Яковлев.
- В 1932 году в Минусинск был сослан член ленинского Политбюро ЦК Л. Б. Каменев.

Минусинск также знаменит своей тюрьмой построенной ещё в Российской империи и функционирующей до сего дня. В разные годы здесь сидели такие знаменитости, как декабристы Василий Давыдов, братья Николай и Павел Бобрищевы-Пушкины, революционер-меньшевик Юлий Мартов, писатель Алексей Черкасов. В исследовании «Архипелаг ГУЛАГ» А. И. Солженицына эта тюрьма упоминается несколько раз. Сегодня Минусинская тюрьма — единственная тюрьма в Сибири, от Урала до Дальнего Востока, в которой отбывают наказание осужденные за тяжкие и особо тяжкие преступления, в том числе пожизненный срок.

## Известные личности, связанные с Минусинском и Минусинской округой
- Вера Арсеньевна Баландина (1871—1943) — просветительница и меценат. Из рода купцов-золотопромышленников Матониных. Построила метеостанцию в Минусинске. В годы Советской власти занималась органической химией в Минусинском округе. Вера Арсеньевна стала прототипом Нины Куприяновой в романе В. Я. Шишкова «Угрюм-река».
- Архиепи́скоп Дими́трий (в миру Дми́трий Матве́евич Волого́дский; 1865, уроженец Енисейского уезда — 1937) — епископ Русской православной церкви, архиепископ Минусинский и Усинский. Расстрелян на окраине Минусинска 23 октября 1937 в бору на горе Лысуха.
- Александр Александрович Бушков (1956, уроженец Минусинска) — писатель, работает в жанрах детектива и фэнтези. Автор причисляемых к жанру фолк-хистори публицистических сочинений. Как утверждается на личном сайте писателя, совокупный тираж его литературных произведений превышает 17 миллионов экз. Рос до 16 лет в Минусинске, учился в школе № 5.
- Аркадий Петрович Гайдар (Голиков) (1904—1941) — советский детский писатель. В начале 1920-х годов командир советского карательного отряда ЧОН, подавлявшего выступления повстанцев И. Н. Соловьёва на севере Минусинского уезда. Этим событиям посвящён приключенческий художественный фильм «Конец императора тайги» режиссёра Владимира Саруханова (Киностудия им. М.Горького, 1978).
- Пётр Васильевич Голубовский (1857—1907) — русский историк, профессор Киевского университета Св. Владимира по кафедре русской истории, доктор наук. Статский советник (1896). Принадлежал к Киевской школе историков Владимира Антоно́вича.
- Николай Климентиевич Гудзенко (1912—2009) — актёр и режиссёр. Заслуженный артист РСФСР, кавалер ордена Ленина. В Минусинском театре с 1935 года, более 70-ти лет. К своему 90-летию Н. К. Гудзенко поставил на сцене Минусинского драмтеатра спектакль «Цепи».
- Михаил Степанович Зенченко (1937—2017) — глава Минусинского района в 1980—1990 гг., исполняющий обязанности председателя Минусинского городского Совета депутатов в 2014—2017 гг., Почётный гражданин Минусинского района, известный политический деятель.
- Александр Иванович Гусев (1880—1903) — революционер-большевик. Делегат II съезда РСДРП. Сын богатого минусинского купца.
- Владимир Алексеевич Ковалёв (1935, Шахты, Ростовская область — 1999, Минусинск) — краевед, директор Минусинского краеведческого музея (1971—1999). Заслуженный работник культуры Российской Федерации (1993). Почётный гражданин г. Минусинска (1996). Именем В. А. Ковалёва названа улица в новой части Минусинска.
- Александр Диомидович Кравченко (1881, Воронежская губерния — 1923) — партизанский командир в Гражданскую войну в 1918—1920 годах на юге Енисейской Сибири. Из крестьян. В Минусинске есть улица, названная его именем.
- Степан Иванович Кретов (1919—1975) — герой Великой Отечественной войны, дважды Герой Советского Союза (1944, 1948), лётчик бомбардировочной авиации. Уроженец села Малая Ничка Минусинского района. В Минусинске в 1951 году установлен бронзовый бюст С. И. Кретову.
- Степан Дмитриевич Майнагашев (1886 — расстрелян 29 апреля 1920 года Минусинской уездной ЧК) — этнограф, общественно-политический деятель, основатель хакасской письменности и автономии. Инициатор I Съезда хакасского народа. Предложил в качестве этнонима принять термин китайской историографии «хакасы». В 1918 году — член исполкома в Минусинском уезде.
- Николай Михайлович Мартьянов (1844, Виленская губ. — 1904, Минусинск) — провизор, ботаник, основатель Минусинского местного публичного музея (ныне Минусинский региональный краеведческий музей им. Н. М. Мартьянова), почетный гражданин г. Минусинска. Руководил музеем с 1877 по 1904. Именем Мартьянова назван основанный им музей, улица в г. Минусинске, река в Кузнецком Алатау, пик в Западном Саяне.
- Леонид Леонидович Оболенский (1902—1991) — патриарх советского немого и первого звукового кинематографа, народный артист РСФСР. Будучи в ссылке в Минусинске работал в 1950-е годы в Минусинском драмтеатре художником и режиссёром.
- Андрей Владимирович Панин (1962—2013, вырос в Кемерово) — популярный киноактёр, заслуженный артист РФ. В конце 1980-х в труппе Минусинского драмтеатра, затем в МХТ им. А. П. Чехова (Москва). Преподавал во ВГИКе.
- Валерий Павлович Пашнин (1950—2014) — заслуженный деятель искусств РФ, лауреат Государственной премии РСФСР (1986) за спектакли по роману А. Черкасова «Хмель» в Минусинском драмтеатре. Более 20 лет возглавлял Нижнетагильский драмтеатр.
- Любовь Васильевна Попова (1925, уроженка Минусинска — 1996) — советская певица (меццо-сопрано), народная артистка Украинской ССР. Ведущая солистка Харьковского театра оперы и балета им. Лысенко.
- Сергей Венедиктович Сартаков (1908—1993) — русский советский писатель, лауреат Государственной премии СССР (1970) и Герой Социалистического Труда (1984). Играл в 1920-е годы на сцене Минусинского драмтеатра, работая столяром на мебельной фабрике.
- Роман Валерьевич Сенчин (род. 1971) — русский писатель. Лауреат Премии правительства Российской Федерации в области культуры за 2012 год (роман «Ёлтышевы», 2009: проблемы постсоветской деревенской действительности на примерах взятых из жизни села «Восточное» Минусинского района, где проживают родители писателя). В 1993—1996 гг. жил в Минусинске, работал монтировщиком сцены в Минусинском драматическом театре. Печатал рассказы в минусинской газете «Надежда». Автор повести «Минус» (2001) — автобиографическое натуралистичное произведение о буднях молодых, приехавших в Минусинск «неформалов», «прожигающих жизнь» в рабочем общежитии в Запроточной части Нового Минусинска. Время действия: октябрь-ноябрь 1997 г.
- Иван Николаевич Соловьёв (1890—1924) — казак, один из руководителей антисоветского повстанческого движения в Хакасии и на юге Енисейской Сибири в начале 1920-х годов. Уроженец села Солёноозерного Минусинского уезда. Этим событиям посвящён приключенческий художественный фильм «Конец императора тайги» режиссёра Владимира Саруханова (Киностудия им. М.Горького, 1978).
- Борис Георгиевич Стрельников (родился в 1923 году на Волге — 1980) — журналист-международник-американист газеты «Правда» (1960—1980-е годы). Автор публицистических книг. Детство провел в деревне Малая Минуса.
- Сергей Константинович Сургуладзе (1879, Кутаисская губерния — 1923, Грузия) — деятель Большевистской революции и Гражданской войны. Член РСДРП(б) с 1905 года. С 1908 года в ссылке в Енисейской губернии. С восстановлением Советской власти в Минусинске в сентябре 1919 года — председатель Минусинского уездного ревкома, возглавлял продовольственный отдел, был неформальным лидером местных партизан-«сепаратистов».
- Кузьма Егорович Трегубенков (1890, вырос в деревне Быстрая Минусинского уезда — 1963) — деревенский кузнец, делегат от крестьян деревни Быстрая, избранный в ноябре 1917 года первым председателем объединенного Совета рабочих, солдатских и крестьянских депутатов Минусинского уезда. Солдат, первоначально беспартийный, с мая 1918 года член РКП(б). В 1930-е годы — директор Сталинградского тракторного завода. В Минусинске есть улица, названная его именем.
- Анатолий Иванович Третьяков (род. в 1939 году в дер. Солдатово Минусинского района — ум. 2019) — поэт. Учился в Москве (во ВГИКе и Лит.институте им. М.Горького). Книги стихов: «Цветы брусники» (1972), «Марьины коренья» (Красноярск, 1977), всего 9 книг. Член Союза писателей России. Член Правления Красноярской региональной организации СП России. Жил в Красноярске.
- Иннокентий Андреевич Халепский (1893, уроженец Минусинска — расстрелян в 1938) — нарком связи Советского Союза (1937), начальник Вооружений РККА (1936—1937), начальник Управления связи РККА (1920—1924). Член ВКП(б) и РККА с апреля 1918 года. Командарм 2-го ранга (1935). Сын портного. Окончил уездное училище. До конца 1917 года работал в Минусинске телеграфистом. С конца 1917 года — секретарь профсоюза почтово-технических работников в Томске.
- Алексей Тимофеевич Черкасов (1915, деревня Потапово Даурской волости Енисейской губернии — 1973, Симферополь) — советский писатель-прозаик, автор исторических романов «Хмель» (1963), «Черный тополь» (1969), «Конь рыжий» (1972). В кон. 1930-х — нач. 1940-х годов сидел в Минусинской тюрьме. В 1950-е годы, работая над романом «Хмель» в Минусинске, использовал материалы Мартьяновского музея.
- Пётр Ефимович Щетинкин (1884, Рязанская губерния — 1927) — партизанский командир в Гражданскую войну в 1918—1920 годах. Из крестьян. К 1917 году — штабс-капитан русской армии. Полный Георгиевский кавалер, также кавалер орденов Святого Станислава 2 и 3 степеней, Святой Анны 3 степени, двух французских орденов.
- Василий Григорьевич Ян (Янчевецкий) (1875—1954) — русский советский писатель — исторический романист. Лауреат Сталинской премии 1942 года. В начале 1920-х годов возглавлял газету «Власть труда», писал детские пьесы для Минусинского драмтеатра.

## Руководители округа, города, уезда
- С 1823 года — по 1836 год — А. К. Кузьмин — первый начальник Минусинского округа, автор поэмы «Минусинский край» (1828)
- С 1855 года — по 1860 год — князь Н. А. Костров — начальник Минусинского округа, историк, этнограф.
- С 1875 года — по 1879 год — И. Г. Гусев (1834—1892) — первый городской голова, купец 1-й гильдии, золотопромышленник, меценат.
- С 1879 года — по 1883 год — И. Ф. Егорычев (1840—1894) — городской голова, купец 2-й гильдии, торговец галантерейным, скобяным товаром и вином.
- С 1883 года — по 1887 год — И. П. Лыткин — городской голова, купец 1-й гильдии.
- С 1887 года — по 1891 год — Г. П. Сафьянов — городской голова, купец 2-й гильдии.
- С 1891 года — по 1895 год — С. И. Кочнев (ум. 1902) — городской голова, купец 2-й гильдии.
- С 1895 года — по 1899 год — И. Н. Макридин — городской голова, купец 2-й гильдии.
- С 1899 года — по 1908 год — И. П. Лыткин — городской голова, во 2-й раз и 2 срока подряд.
- С 1908 года — по 1916 год — П. А. Бахов — городской голова, мещанин, 2 срока подряд.
- С ноября 1917 года — по 24 июня 1918 года — К. Е. Трегубенков — председатель уездного объединенного Минусинского Совета.
- С сентября 1919 года — по 1920 год — С. К. Сургуладзе (1879—1923) — председатель Минусинского уездного ревкома.
- Конец 1940-х годов — Н. В. Шпрунг — первый секретарь Минусинского райкома КПСС, Герой Социалистического Труда.
- С июля 1980 года — по август 1988 года — М. С. Зенченко — первый секретарь Минусинского райкома КПСС.
- с августа 1988 года — по март 1990 года — М. С. Зенченко — первый секретарь Минусинского горкома КПСС.

Председатели Исполнительного комитета Минусинского городского Совета народных депутатов
- С июня 1975 года по март 1989 года — Н. И. Соколовский (1935—1997)
- С апреля 1989 года по март 1990 года — Г. Г. Шаталов
- С марта 1990 по май 1993 года — А. Г. Нечкин (1960—1993)
- С июня по октябрь 1993 года — Г. Г. Шаталов

Председатели Минусинской городской Думы\Минусинского городского Совета депутатов
- С декабря 1996 года по август 2000 года — Ю. В. Ребров
- С сентября 2000 года по май 2004 года — А. И. Кекин
- С мая 2004 года по сентябрь 2007 года — Л. Н. Ермолаева
- С декабря 2007 года по июнь 2009 года — А. И. Кекин
- С июня по октябрь 2009 года — М. С. Зенченко (врио)
- С октября 2009 года по август 2011 года — О. В. Соколов
- С августа 2011 года по август 2014 года — Н. Э. Федотова
- С августа 2014 года по июль 2017 года — М. С. Зенченко (врио)
- С августа 2017 года по март 2019 года — Г. Г. Циплин
- С марта 2019 года по н.в. — Л. И. Чумаченко

Руководители администрации города
- С 1994 по 1996 год — Ю. В. Ребров
- С февраля 2008 года по октябрь 2011 года — В. Ф. Потокин
- С октября 2011 года по декабрь 2011 года — В. Г. Шпак (врио)
- С декабря 2011 года по август 2014 года — Д. Н. Меркулов
- С августа 2014 года по сентябрь 2015 года — В. В. Заблоцкий

Главы города
- С декабря 1996 года по август 2000 года — Ю. В. Ребров
- С сентября 2000 года по июнь 2009 года — А. И. Кекин
- С июня по октябрь 2009 года — М. С. Зенченко (врио)
- С октября 2009 года по август 2011 года — О. В. Соколов
- С августа 2011 года по август 2014 года — Н. Э. Федотова
- С августа 2014 года по сентябрь 2015 года — М. С. Зенченко (врио)
- С сентября 2015 года по сентябрь 2018 года — Д. Н. Меркулов
- С сентября 2018 года по апрель 2019 года — В. Б. Носков (врио)
- С апреля 2019 года по май 2024 года — А. О. Первухин
- С мая 2024 года по н.в. — Д. Н. Меркулов

## Просвещение
В 1830-е годы декабристы братья П. П. и А. П. Беляевы учили детей в первой основанной ими частной школе, которую устроили, по их словам, «по просьбе мещан, крестьян близлежащих сёл и некоторых чиновников» и где преподавали грамматику, арифметику, географию и историю.
В 1850 году в Минусинске появляется первое учебное заведение — одноклассное приходское училище, в котором училось девять человек. Через 30 лет оно преобразовалось в городское училище.
Посещение в 1865, 1866, 1868, 1873 годах художником В. И. Суриковым села Тесь Минусинского округа и его работа здесь на пленэре.
В 1877 г. был открыт музей. Его организатором был провизор Н. М. Мартьянов.
В 1878 году по решению Городской Думы при музее была открыта местная публичная библиотека. На содержание библиотеки Дума намерена была выделять 200 рублей ежегодно.
В 1880 году в городе была открыта прогимназия, преобразованная позднее в гимназию. Также в городе работали: трехклассное училище (для мальчиков), два приходских училища и две воскресные школы.
В 1882 году в Минусинском округе было 13 школ, в которых обучались 287 учащихся, то есть одна школа на 8400 человек населения. На народное образование в Минусинске тратилось 6000 рублей в год, или по 5 копеек на каждого жителя.
В апреле 1888 года начало работать Минусинское Общество попечения о начальном образовании.
В конце XIX века в городе действовали женская гимназия, мужское училище.
В 1901 году открыта общественная библиотека Минусинского городского общественного управления.
В 1913 году начали работать учительская семинария и реальное училище.
22 марта 1922 года открывается сельхозпедтехникум, в дальнейшем педагогическое училище им. А. С. Пушкина.